# Grekisk kölödla
Grekisk kölödla (Algyroides moreoticus) är en ödleart som beskrevs av  Gabriel Bibron och Jean-Baptiste Bory de Saint-Vincent 1833. Arten ingår i släktet kölödlor, och familjen egentliga ödlor. IUCN kategoriserar den grekiska kölödlan globalt som nära hotad. Inga underarter finns listade i Catalogue of Life.

## Utbredning
Den grekiska kölödlan återfinns på halvön Peloponnesos i södra Grekland och på de joniska öarna Kefalinia, Ithaka och Zakynthos. Den kan hittas från havsnivå upp till 1 200 meter över havet.

## Levnadssätt
Den grekiska kölödlan hittas oftast i fuktiga områden ofta på mer eller mindre skuggiga platser i anslutning till skogsområden, häckar och i utkanterna av odlingsområden. Ödlorna gömmer sig under exempelvis sly och nedfallna löv. Honorna lägger bara ett fåtal ägg åt gången.